# West Island, Insulele Cocos

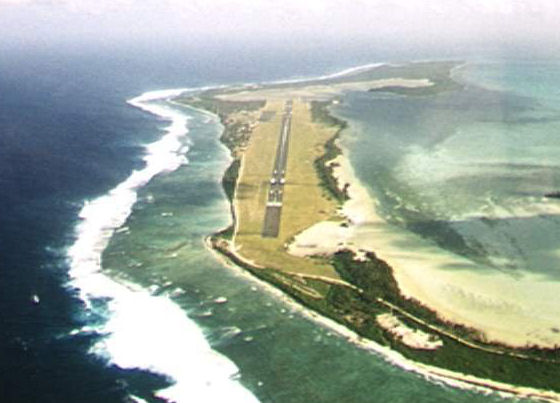
Aeroport

West Island este capitala Insulelor Cocos (Keeling). Populația este aproximativ 120. Este cea mai puțin populată dintre cele două insule locuite, cealaltă fiind Home Island.